# 平野隆 (経営学者)
平野 隆（ひらの たかし）は、日本の経営学者。専門は、経営史・産業史・消費社会論。慶應義塾大学 商学部 教授。

## 略歴
1986年、慶應義塾大学 商学部 卒業。1992年、慶應義塾大学大学院 商学研究科 後期博士課程 単位取得。エクセター大学（University of Exeter、イギリス) 客員研究員などを経て、現在、慶應義塾大学 商学部 教授。

## 研究内容
近・現代日本の経済および経営の発展過程と、それらを規定した諸要因 (政策、制度、社会組織、文化様式など) の関係解明を研究している。具体的には、経済団体の通商情報活動、産業調査の政策思想的文脈、小売業の発展と消費文化の変容との関係など。

## 主な論文
- 平野隆「戦前期日本におけるチェーンストアの初期的発展と限界」『三田商学研究』第50巻第6号、慶應義塾大学出版会、2008年2月、173-189頁、CRID 1050282812371952256、ISSN 0544-571X、NAID 120000801739。
- 平野隆「日本における小売業態の変遷と消費社会の変容」『三田商学研究』第48巻第5号、慶應義塾大学出版会、2005年12月、165-185頁、CRID 1050564287344147200、ISSN 0544-571X。
- 「書簡に見る福澤人物誌（第19回）高橋義雄・日比翁助―日本最初のデパートの創始者―」（『三田評論』2005年12月号）
- 「イギリスにおける百貨店の成立過程と初期発展パターン：日本との比較」（『三田商学研究』第48巻第2号、2005年）
- 「戦前期における日本百貨店の植民地進出：京城(現・ソウル)の事例を中心に」（『法学研究』第77巻第1号、2004年）
- "Retailing in urban Japan, 1868-1945"（Urban History, 26, 3, 1999）
- 「百貨店の地方進出と中小商店」、山本武利編『百貨店文化史―日本の消費革命―』（世界書院、1999年）
- 「商業」、宮本又郎と共著、尾高煌之助・斎藤修編『日本経済の200年』（日本評論社、1996年）
- 「『東京市臨時商業調査』と昭和戦前期の中小商業政策：1929-37」、川合隆男編『近代日本社会調査史(III)』（慶應通信、1994年）
- 「大正期の民衆余暇・娯楽調査―「浅草調査」と『余暇生活の研究』調査―」、川合隆男編『近代日本社会調査史(II)』（慶應通信、1991年）
- 「明治前期東京における財界の形成とその性格―東京商法会議所・商工会の活動―」（『近代日本研究』第6巻、1989年）
- 「明治期における産業調査―『農商務通信規則』『農商務統計報告規程』調査を中心に―」、川合隆男編『近代日本社会調査史(I)』（慶應通信、1989年）

## 所属学会
- 社会経済史学会
- 経営史学会